# 豊田弓乃
豊田 弓乃（とよだ ゆみの、1962年10月20日 - ）は、ドイツのケルン生まれの男性ヴァイオリニストである。父はヴァイオリニストの豊田耕児、母はピアニストの豊田元子（旧姓竹内）。

## 経歴

### 生い立ち
父耕児が在欧中の1962年にケルンで生まれた。ヴァイオリンを父耕児に、ピアノを母元子に習い、ベルリンで行われた全ドイツ青少年音楽コンクールのヴァイオリン部門で優勝、スタインウェイ・ピアノコンクールで第1位に入賞した。1973年、11歳でパリ音楽院に入学し、ヴァイオリンをジェラール・ジャリ、室内楽をジュヌヴィエーヴ・ジョワに師事した。

### 10代後半
1978年にパリ音楽院を卒業し、同年、ルツェルン音楽祭に出演した。1980年、第42回ジュネーヴ国際音楽コンクール・ヴァイオリン部門で第1位なしの第2位、1981年、ロン＝ティボー国際コンクールで第4位を受賞した。この間、主にアルテュール・グリュミオーに師事するほか、ユーディ・メニューイン、ジョーゼフ・ギンゴールド、シェベーク・ジェルジにも師事、ナタン・ミルシテインのチューリッヒ講座には5年間参加した。1982年には日本でのデビューリサイタルを開いた。

### コンサートマスター
1985年、バンベルク交響楽団のコンサートマスターに就任、1988年、ベルリン放送交響楽団に移り、またベルリン弦楽三重奏団を結成した。1991年、ローザンヌ室内管弦楽団の首席コンサートマスターに就任した。

## 近年の活動
ヴュルテンベルク室内楽団（ドイツ、ハイルブロン）のコンサートマスター、日本フィルハーモニー交響楽団ゲストコンサートマスター、仙台フィルハーモニー管弦楽団ゲストコンサートマスターを務める。桐朋学園大学音楽学部教授も務めている。